# 1808年美國總統選舉
1808年美國總統選舉（1808 United States presidential election）是美國歷史上的第六次總統選舉，於1808年11月4日至12月7日舉行。民主共和党候选人詹姆斯·麦迪逊以绝对优势击败联邦党候选人查尔斯·科茨沃斯·平克尼。
自托马斯·杰斐逊总统于1801年就职以来，麦迪逊一直担任国务卿。杰斐逊拒绝竞选第三个任期，但他坚定地支持麦迪逊这位弗吉尼亚州同胞。时任副总统乔治·克林顿和前大使詹姆斯·门罗都向麦迪逊提出了党内领导权的挑战，但麦迪逊赢得了党内提名，克林顿则再次被提名为副总统。联邦党人选择重新提名平克尼，这位前大使曾是该党1804年的提名人，再次与鲁弗斯·金并列。
尽管《1807年禁运法案》不受欢迎，麦迪逊还是赢得了联邦党人大本营新英格兰以外的绝大多数选举人票。克林顿从他的家乡纽约州获得了六张总统选举人票。在美国历史上，有两次选举产生了新总统，但现任副总统却赢得了连任，这次选举是第一次，另一次是在1828年。